# Nomosphecia scutellata
Nomosphecia scutellata là một loài tò vò trong họ Ichneumonidae.